# سیارک ۱۲۰۱۴
سیارک ۱۲۰۱۴ (به انگلیسی: 12014 Bobhawkes، نامگذاری:1996VX15) دوازده هزار و چهاردهمین سیارک کشف شده‌است که در ۵ نوامبر ۱۹۹۶ کشف شد.
قدر مطلق سیارک برابر ۲۰.۴ است.